# Methodiker
Methodiker (abgeleitet von griechisch μέθοδός = wissenschaftliche Behandlung eines Gegenstandes) nannten sich Anhänger einer medizinischen Lehre, die vom 1. Jahrhundert v. Chr. an von griechischen Ärzten im römischen Reich entwickelt und praktiziert wurde. Die Methodiker-Schule (Schule der Methodiker) war neben der dogmatischen Schule der hippokratischen Tradition und der Empiriker-Schule eine der Hauptströmungen der antiken Medizin und hatte ihre Blütezeit im 1.–2. Jahrhundert n. Chr. Von Vertretern der auf der Humoralpathologie (Säftelehre) beruhenden hippokratischen Medizin wurden die aus ihrer Sicht stark vereinfachte Lehren und Heilmethoden abgelehnt.

## Grundlagen und Entwicklung
Am Anfang der Schule der Methodiker steht Asklepiades von Bithynien (geboren 124 v. Chr., gestorben 60 v. Chr.), ein Vertreter von Vorstellungen der Solidarpathologie. Er ersetzte zur theoretischen Begründung seiner Heilmaßnahmen die herrschende Humoralpathologie durch eine Anlehnung an den Epikureismus, insbesondere an die Atomlehre des Herakleides Pontikos. Er dachte sich den Organismus aus Atomen zusammengesetzt und sah die Krankheitsursache in Veränderungen oder Störung der Bewegung dieser Teilchen.
Themison von Laodikeia, einer der Nachfolger von Asklepiades, vervollständigte die Lehre. Er führte aus, dass wegen der allgemeinen Krankheitsursachen bei der Behandlung nicht die spezielle Krankheit, sondern der auf drei Zuständen der Porenwände (Kommunitäten, lateinisch communitates) beruhende allgemeine Zustand, nämlich Zusammengezogenheit (status strictus, auch Straffung oder Verengung), Erschlaffung (status laxus) oder gemischter Zustand (status mixtus) berücksichtigt werden müsse. Weiter sei zu beachten, ob die Krankheit akut oder chronisch und in welchem Stadium sie sei (steigend, im Stillstand oder abnehmend).
Soranos von Ephesos hat die Schule der Methodiker weiter ausgebaut. Von seinen zahlreichen Büchern über philosophische, literarische und medizinische Themen hat sich die Soranische Gynäkologie erhalten. De morbis acutis et chronicis des Caelius Aurelianus gilt als freie Übertragung eines Buches des Soranos ins Lateinische.
Die drei Ärzte sowie der ebenfalls oft genannte methodische Arzt Thessalos von Tralleis haben ihre Werke in griechischer Sprache verfasst, aber weitgehend in Rom gewirkt und so die Akzeptanz der griechischen Medizin gefördert.

## Behandlungsmethoden
Durch die Schrift De morbis acutis et chronicis des Caelius Aurelianus ist ein Einblick in die Heilmethoden der Methodiker möglich. Nach einer ausführlichen Diagnostik und Feststellung der Hauptindikation wird dennoch für jede Krankheit eine spezielle, umfangreiche Behandlung angeboten. Chronische Krankheiten, die von den Methodikern auf tiefgreifende Gewebeveränderungen im Körper zurückführten, wurden mit dem unter anderem auf Entziehungskuren und scharfen Medikamenten beruhenden „umstimmenden Behandlungszyklus“ (Cyclus metasyncriticus) therapiert. Die Behandlung setzt sich aus Diätetik, Körperbewegung (aktiv wie Spazierengehen sowie Land- und Seefahrten, passiv wie Getragenwerden oder Schaukeln im Bett), Massagen und Reibungen, Salbungen, Bädern, Aderlass, Klistier, Schröpfen, Unterbringungs- und Lagerungsvorschriften und einer umfangreichen Pharmazie zusammen. Chirurgische Maßnahmen werden abgelehnt. Das geht so weit, dass selbst das Ziehen eines schmerzenden Zahnes verurteilt wird.

## Zeitgenössische Rezeption und Überlieferung

De medicina

Die Schule der Methodiker war in Rom sehr bekannt und lebte bis zur Spätantike.
Aulus Cornelius Celsus (1. Jahrhundert n. Chr.) erläutert im prooemium zu seinem  Werk De medicina die Theorie des Asklepiades und die Lehre Themisons mit seiner Einteilung der Erkrankungen.
Plinius der Ältere (1. Jahrhundert n. Chr.) geht in seiner Naturalis historia auf die Methodiker und auf Asklepiades ein. Plinius stellt weniger die theoretischen Grundlagen von dessen Lehre, sondern mehr die Heilmittel dar. Er berichtet über die großen Erfolge bis hin zu einer Totenerweckung am Scheiterhaufen, behauptet aber tadelnd, dass Asklepiades den Heilberuf wegen des Einkommens aufgenommen habe.
Galenos (2. Jahrhundert n. Chr.) steht den Methodikern negativ gegenüber. Im Buch über die Ärzte schreibt er: Methodici et in universum scientiam ipsam esse praedicant, sed utrique a vero, maximeque methodici aberrarunt. Er überliefert aber zahlreiche Informationen über die Lehre und ihre Ärzte.
Oreibasios (4. Jahrhundert n. Chr.) benutzt für seine große medizinische Enzyklopädie in griechischer Sprache Asklepiades und Soranos.
Caelius Aurelianus (Anfang 5. Jahrhundert n. Chr.) überträgt Werke des Soranos ins Lateinische, um – wie er im Vorwort schreibt –  die schwer verständlichen griechischen Autoren aufzuhellen. Auch deutet er an, dass ein Teil der Ärzte des Griechischen nicht mehr mächtig ist.

## Texte
- Caelius Aurelianus: Akute Krankheiten, Chronische Krankheiten. Hrsg.: Gerhard Bendz im CML, Berlin 1990.
- Celsus: De Medicina, Prooemium. In: Der Arzt im Altertum. Hrsg.: Walter Müri, München 1938.
- Galenus in Medicorum Graecorum Opera, editionem curavit Dr. Karl Gottlob Kühn, Leipzig 1827.
- Plinius: Naturkunde, Band XXVI, München/Zürich 1983.